# Brommagrenen

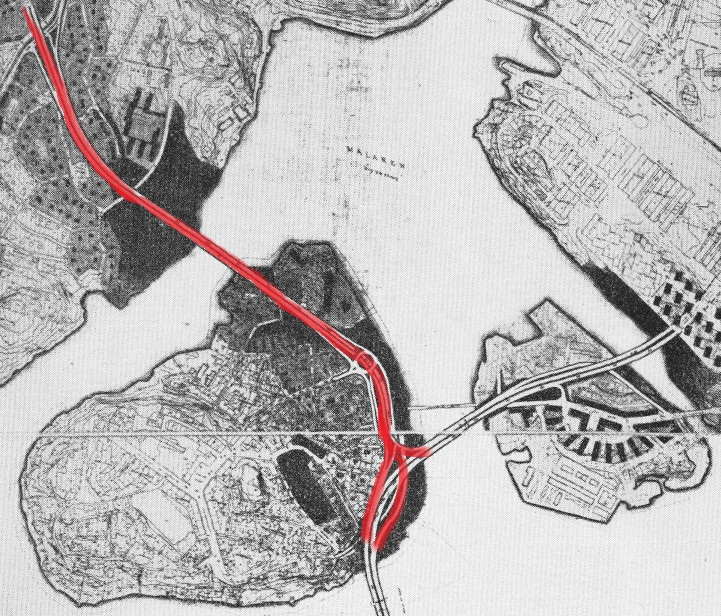
Brommagrenens södra avsnitt enligt ett principförslag från 1958.

Brommagrenen var en planerad stadsmotorväg i 1960 års trafikledssystem samt i 1967 års cityplan för Stockholm. Brommagrenen skulle utgå ifrån Essingeleden vid trafikplats Stora Essingen på Stora Essingen och över Oxhålssundet till Bromma.

## Historik
Enligt ett principförslag från 1958 skulle Brommagrenen sträcka sig över Stora Essingens nordöstra hörn. I höjd med Badstrandsvägen planerades en mindre trafikplats i två plan (utformad som en cirkulationsplats) som skulle ansluta både Badstrandsvägen och Essingeringen till Brommagrenen. Därefter skulle grenen gå på en bro över Oxhålssundet till Alvik och där få en trafikplats med anslutning till Alviksvägen. Därefter skulle den föra trafiken i Ulvsundavägens sträckning vidare till Bromma flygplats och sluta vid Enköpingsvägen (E18) i Hjulsta. 
I samband med byggandet av trafikplatsen Stora Essingen gjordes förberedelser i form av på- och avfartsramper för Brommagrenen men dessa kom aldrig till användning. Den på 1960-talet redan färdigställda anslutningsrampen syns idag som en cirka 200 meter lång gräsbevuxen vägstump som går parallellt med Badstrandsvägen på Stora Essingen.
Så sent som år 2000 aktualiserades dock trafikleden igen när Vägverket började studera den som ett alternativ att bygga en förbifart väster om Stockholm inom projektet Nordsydliga förbindelser. På grund av att spårvägen Tvärbanan anlagts i det gamla motorvägsreservatet, modifierades Brommagrenen under projektets gång med en tunnel till Ålsten och benämndes Diagonal Ulvsunda. Detta vägalternativ har dock ersatts av Förbifart Stockholm.

## Bilder

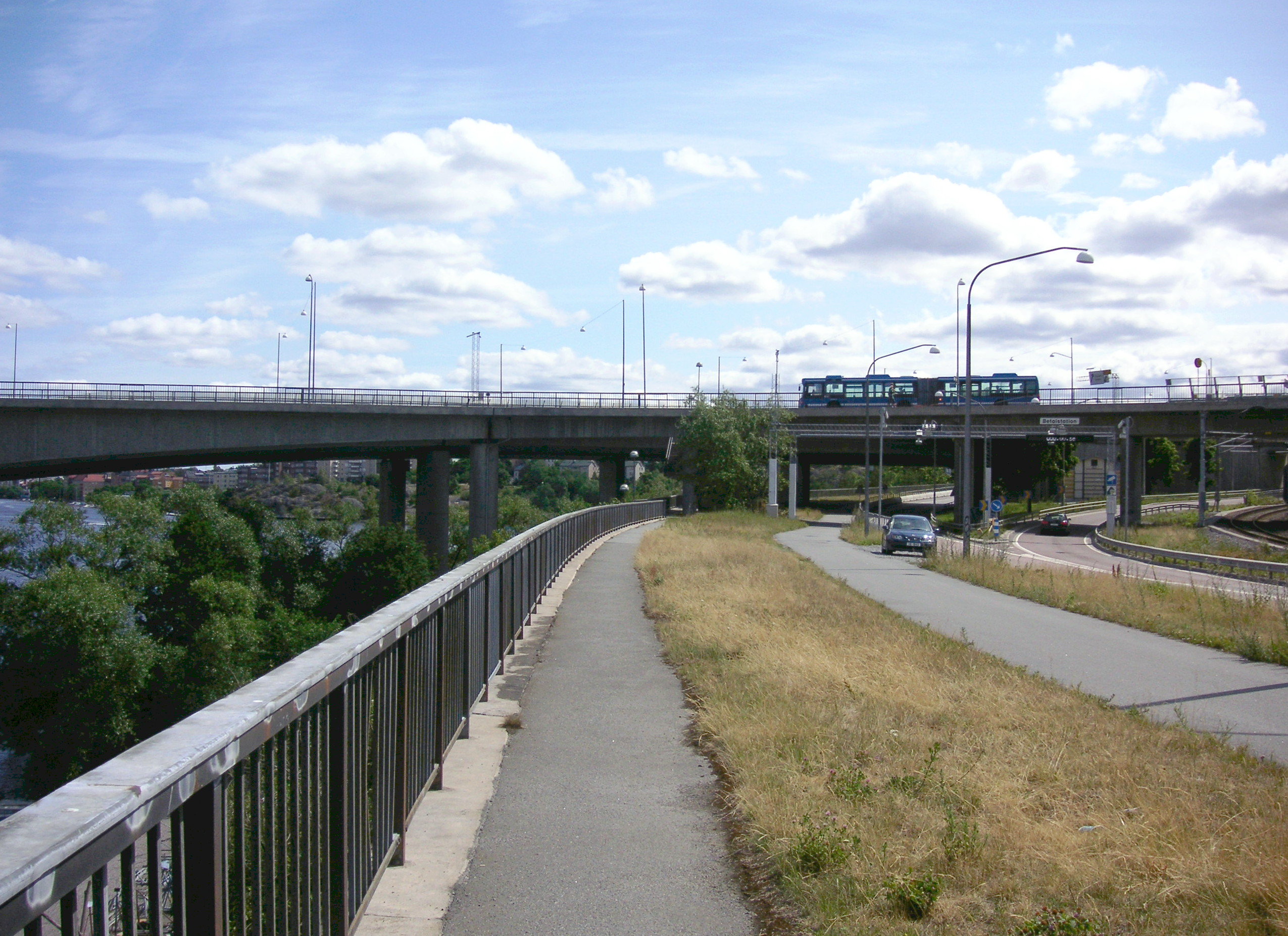
Brommagrenen söderut.
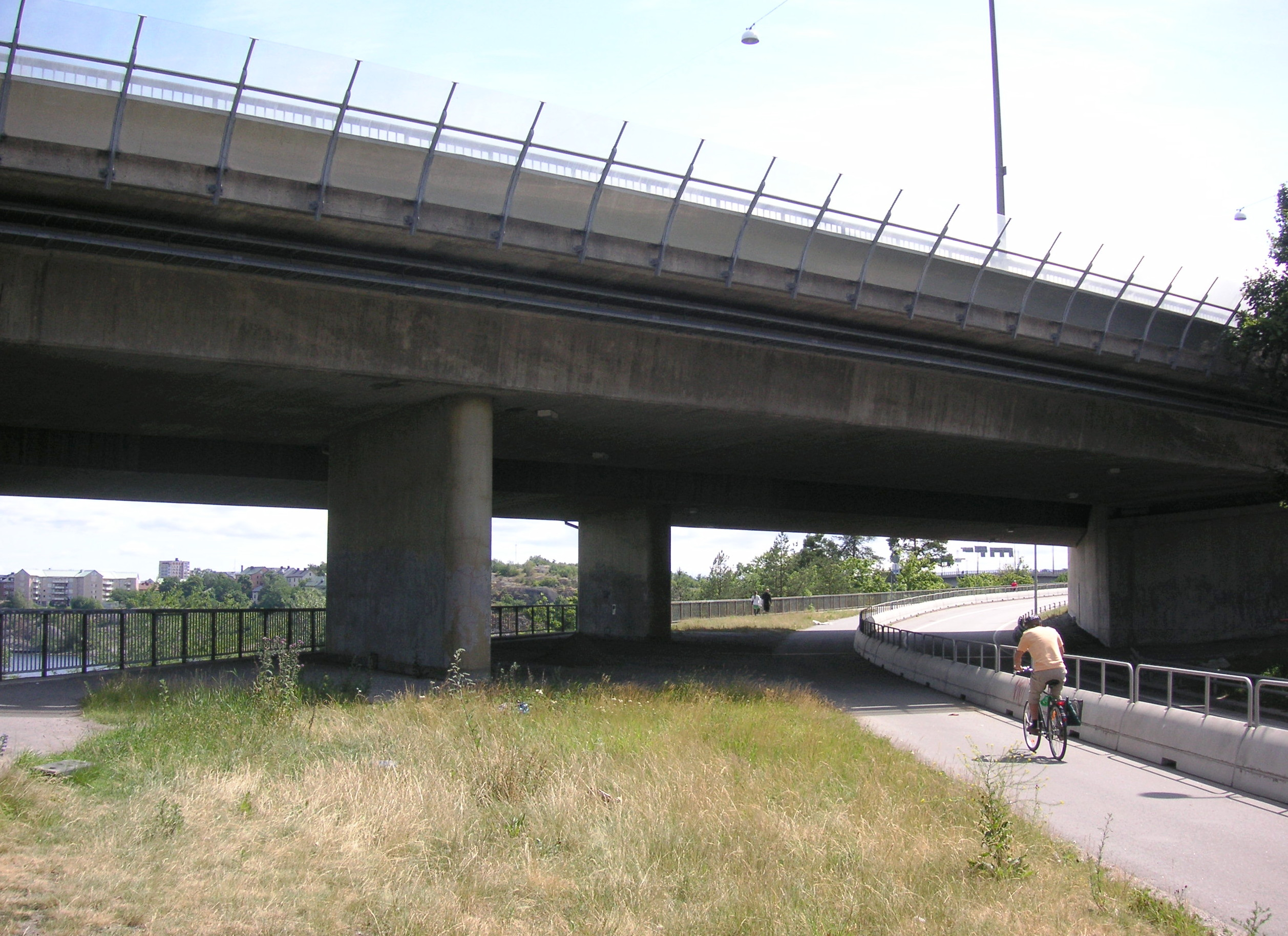
Brommagrenen söderut.
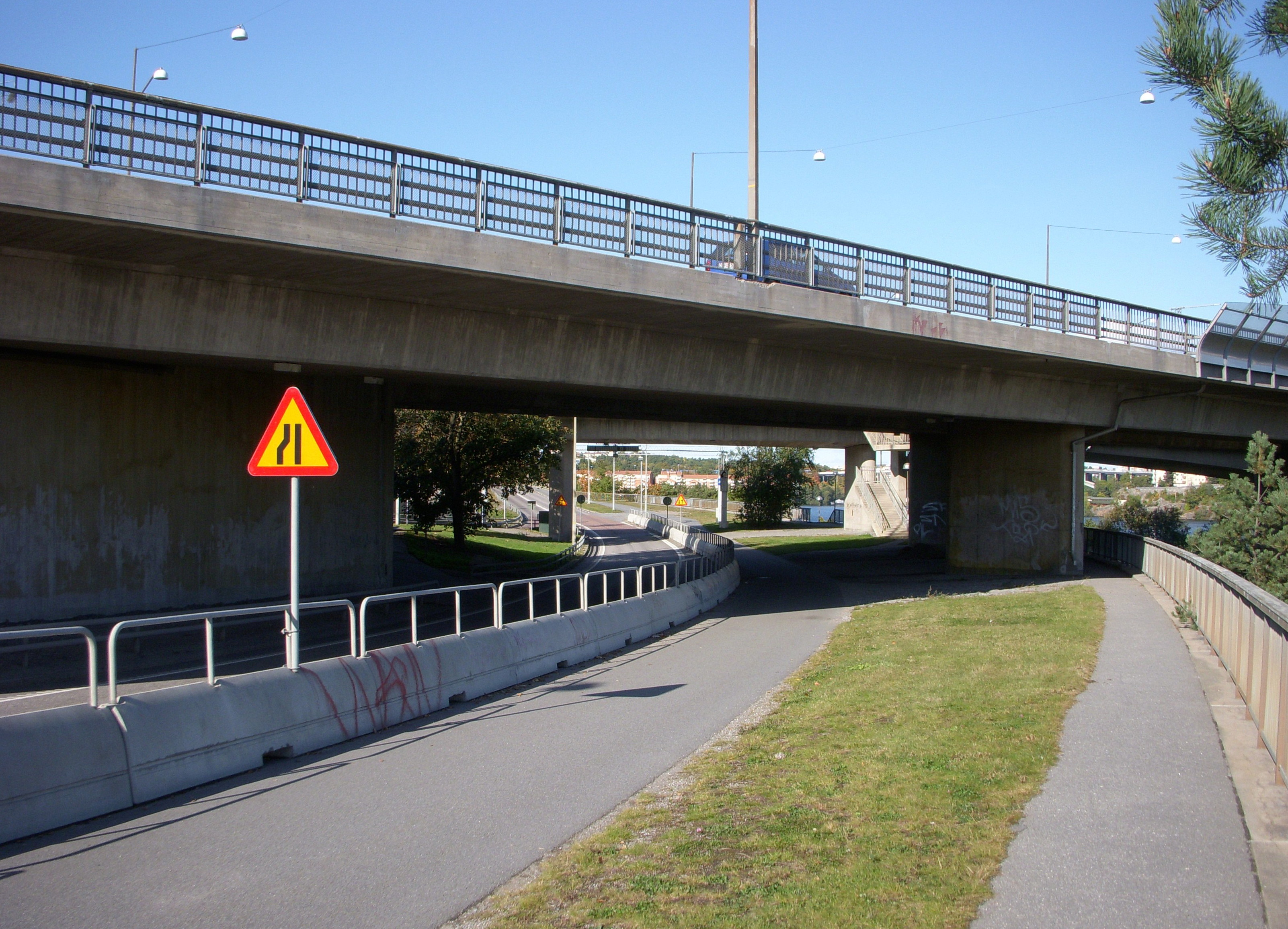
Brommagrenen norrut.
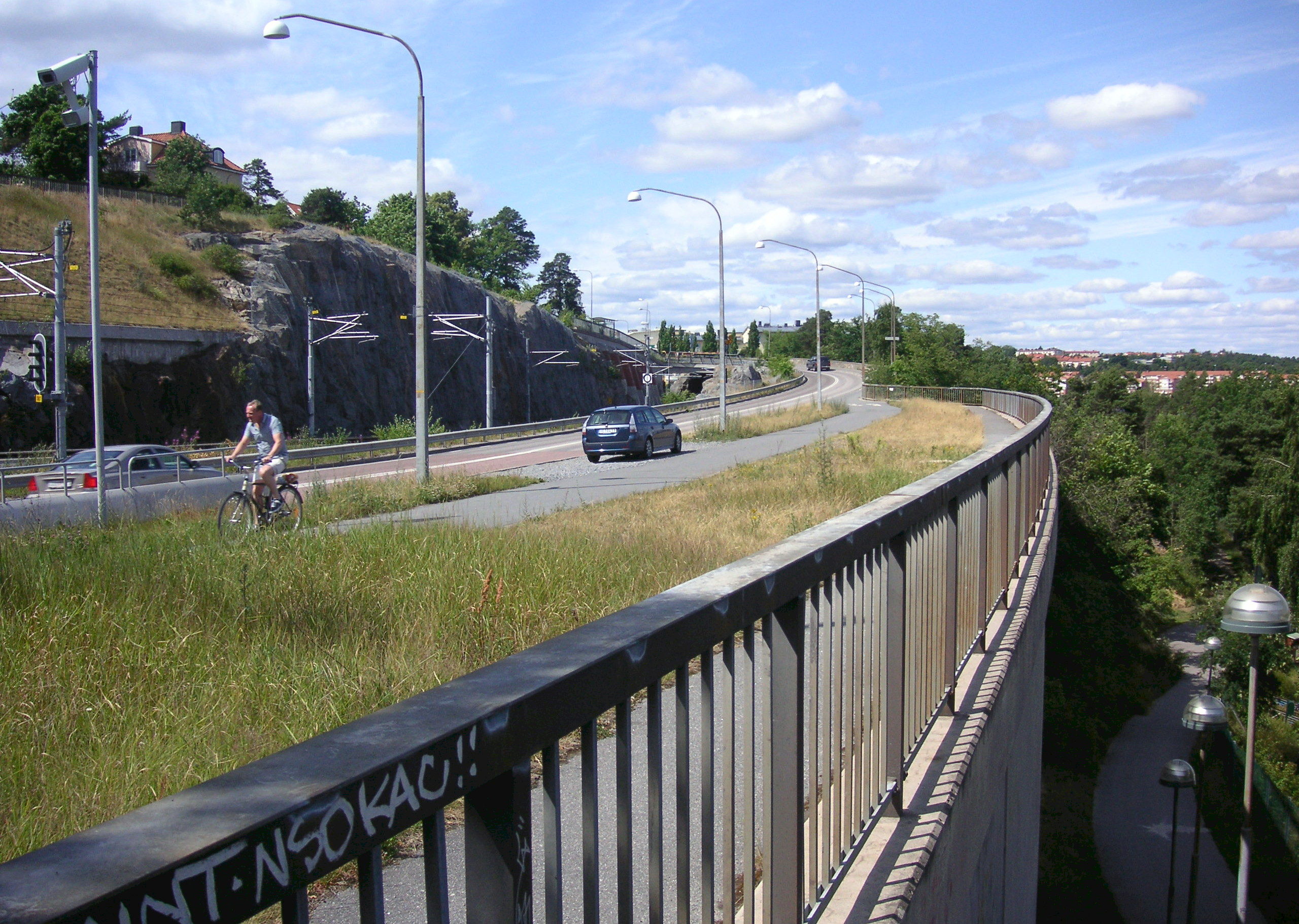
Brommagrenen norrut.